# Соани
Соанѝ (на френски: Soignies) е град в Югозападна Белгия, провинция Ено. Намира се на 15 km североизточно от Монс. Населението му е около 25 000 души (2006).
Соани възниква около манастир, основан в края на 7 век от висшия сановник на крал Дагоберт I Маделгар, който се оттегля там в края на живота си с монашеското имен Венсан и по-късно е канонизиран. През 870 абатството се споменава като едно от владенията на крал Шарл Плешиви. От това време селището се управлява от канониците на манастира. През 1142 градът получава харта от Балдуин IV, граф на Ено. През 13 век се разраства производството на текстил, а църквата Свети Венсан придобива широка известност. В началото на 15 век се появяват първите кариери за добив на варовик, с който градът е известен и днес. През 19 век започва и промишлено производство на стъкло.

## Известни личности
Родени в Соани
- Жул Борде (1870 – 1961), биолог
- Пол Ван Зеланд (1893 – 1973), политик

Починали в Соани
- Жил Беншоа (1400 – 1460), композитор